# أحوال البر (مذيخرة)

تعديل مصدري - تعديل

أحوال البر هي إحدى قرى عزلة مذيخرة بمديرية مذيخرة التابعة لمحافظة إب، بلغ تعداد سكانها 2451 نسمة حسب تعداد اليمن لعام 2004.